# Bonnay (Somma)
Bonnay – miejscowość i gmina we Francji, w regionie Hauts-de-France, w departamencie Somma.
Według danych na rok 2011 gminę zamieszkiwały 243 osoby, a gęstość zaludnienia wynosiła 41 osób/km² (wśród 2293 gmin Pikardii Bonnay plasuje się na 783. miejscu pod względem liczby ludności, natomiast pod względem powierzchni na miejscu 802.).